# Yi (filosofia)
Na filosofia chinesa, yi ( simplificado para o chinês 义, chinês tradicional: 義; pinyin: yì) refere-se a retidão, justiça, moralidade e ao dever.

## Confucionismo
No confucionismo, yi envolve uma disposição moral para fazer o bem, aliada à intuição e à sensibilidade para fazê-lo com competência.  Yi representa uma capacidade moral que vai além do simples cumprimento de regras, exigindo uma compreensão equilibrada de uma situação, a "percepção criativa" dela e a capacidade de tomar decisões necessárias para aplicar as virtudes de forma correta e apropriada, sem perder de vista o bem como um todo.
Yi está em sintonia com a orientação da filosofia confucionista para o cultivo da benevolência (ren) e dos ritos (li).
Na prática, yi é um princípio complexo que inclui: 
1. habilidade em elaborar ações que sejam moralmente adequadas a uma situação concreta;
2. reconhecimento sábio dessa adequação;
3. a satisfação interior que vem desse reconhecimento.

## Taoísmo
O Zhuangzi discute a relação entre yi (retidão) e de (virtude).